# Scorticamento
Lo scorticamento è l'esito della rimozione della pelle dal corpo; in genere cercando di mantenere intatta la porzione rimossa. Può venire praticato sugli animali allo scopo di prepararli al consumo della carne a scopo alimentare o per ricavarne la pelliccia.
Quando viene applicato sugli esseri umani, lo scorticamento viene usato come metodo di tortura o di esecuzione capitale, a seconda della quantità di pelle rimossa. In questi casi si parla di "scorticare vivo". Si sono registrati casi in cui le persone sono state scorticate dopo morte, generalmente come segno di spregio verso il cadavere di un importante nemico o criminale.

## Storia
Lo scorticamento è una pratica antica. Esistono resoconti di scorticamenti praticati dagli Assiri sui nemici e i capi ribelli catturati, con conseguente affissione della pelle sulle mura della città, come monito a chi volesse sfidare il loro potere. In Messico gli Aztechi scorticavano le vittime dei sacrifici umani rituali, in genere dopo la loro morte. Bruciare o tagliare la carne attaccata al corpo faceva talvolta parte dell'esecuzione pubblica dei traditori nell'Europa medioevale. Un simile metodo di esecuzione fu usato in Francia fino ai primi del 1700; un tale episodio viene narrato vividamente nel capitolo iniziale di Sorvegliare e punire di Michel Foucault (1979).
Nel 1303, il vice Priore e Sacrestano della Westminster Abbey distrusse nella Cappella della Pisside il monumento abbaziale della camera del tesoro, rubandone il contenuto. Inglobati nella porta della Cappella della Pisside sono stati rinvenuti frammenti di pelle umana, come pure nelle tre porte della Sacrestia. Nella chiesa di Copford, nell'Essex (Inghilterra), sono stati trovati lembi di pelle umana attaccati alla porta.
Nella storia cinese, Sun Hao, Fu Sheng e Gao Heng furono noti per la rimozione della pelle dai volti delle persone. L'Imperatore Hongwu fece scorticare molti servi, ufficiali e ribelli. Nel 1396 egli ordinò lo scorticamento di 5000 donne. Hai Rui suggerì al suo imperatore di scorticare i funzionari corrotti. L'Imperatore Zhengde fece scorticare sei ribelli, e anche Zhang Xianzhong fece scorticare molte persone. Lu Xun disse che la dinastia Ming cominciò ed ebbe termine con lo scorticamento.

## Cause di morte
Le cause tipiche di morte da scorticamento sono lo shock, la grande perdita di sangue o di altri fluidi corporei, l'ipotermia o le infezioni. I tempi di morte sono stimati nelle poche ore successive allo scuoiamento.

## Scorticamenti celebri

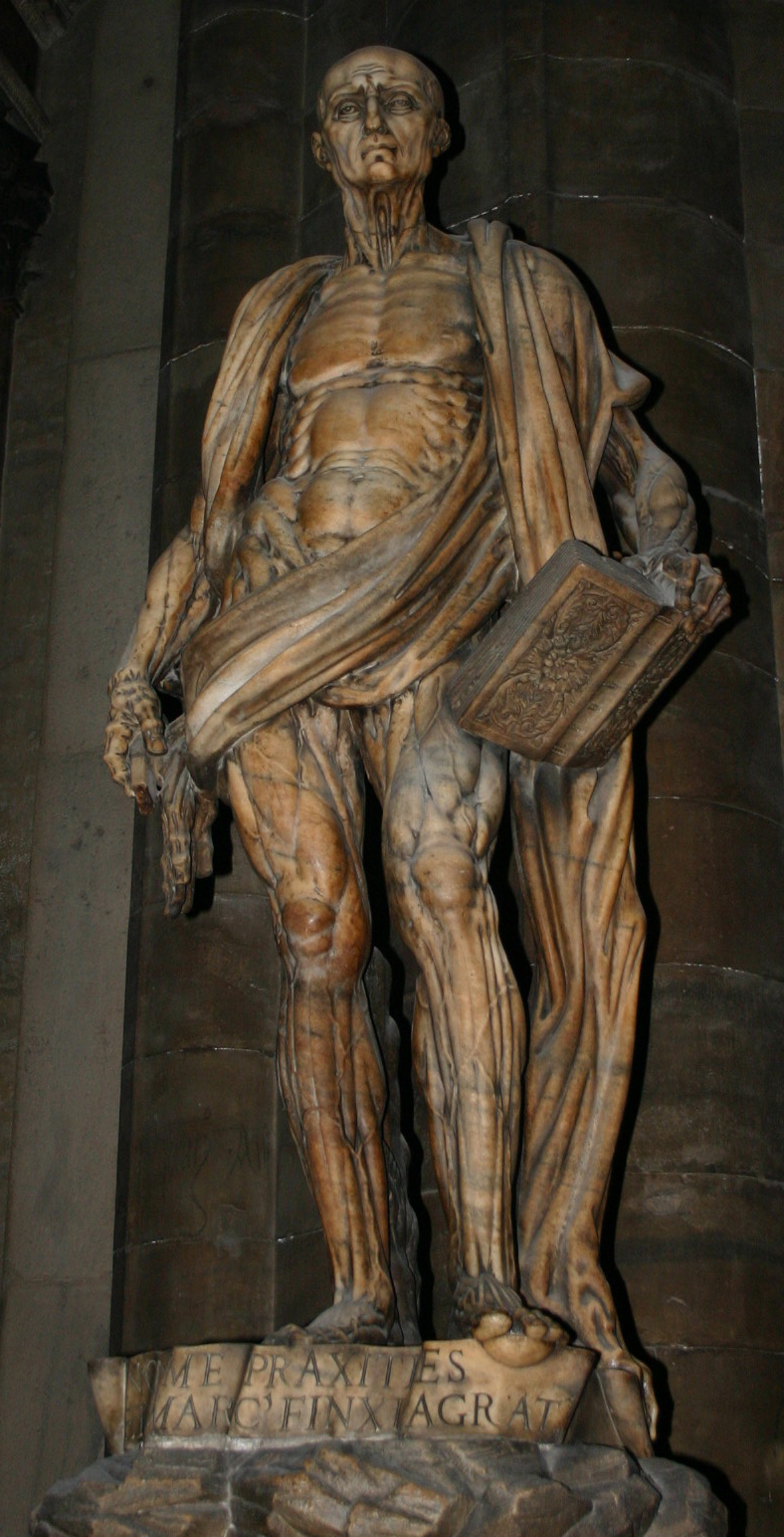
Marco d'Agrate: statua raffigurante San Bartolomeo scorticato ed avvolto nella sua pelle (Duomo di Milano)

- Yahu-Bihdi, sovrano di Hamath, venne scorticato vivo dagli Assiri sotto Sargon II.
- Secondo Erodoto, Sisamnes, un giudice corrotto del regno di Cambise II di Persia, venne scorticato vivo per aver accettato una tangente.
- Nella mitologia greca, Marsia, un satiro, venne scorticato vivo per aver osato sfidare Apollo.
- Sempre secondo la mitologia greca, si narra che Aloeo fece scorticare viva la moglie.
- Secondo la tradizione San Bartolomeo venne scorticato prima di essere crocifisso.
- Nella mitologia azteca, Xipe Totec, dio della morte e della rinascita, è scorticato. Con cadenza annuale degli schiavi venivano scorticati in un sacrificio a lui dedicato.
- Il Talmud discute di come Rabbi Akiva venne scorticato dai romani per aver insegnato pubblicamente la Torah.
- Nel 260 l'Imperatore romano Valeriano venne fatto prigioniero dai persiani. Alcuni resoconti sostengono che egli venne scorticato vivo e la sua pelle venne usata come poggiapiedi.[senza fonte]
- Nel 415, la filosofa neo-Platonica Ipazia di Alessandria venne scorticata viva[9].
- Secondo la tradizione, Mani, profeta fondatore del Manicheismo, venne scorticato o decapitato (ca. 275).
- Si narra che Totila ordinò lo scorticamento del vescovo di Perugia, Ercolano, quando catturò la città nel 549.
- Pierre Basile venne scorticato vivo e tutti i difensori del castello vennero impiccati, il 6 aprile 1199, su ordine del comandante mercenario Mercadier, per aver colpito e ucciso con una balestra Re Riccardo I d'Inghilterra, durante l'assedio di Chalus nel marzo 1199.
- Nel 1314, i fratelli d'Aulnoy, che erano amanti delle nuore di Re Filippo IV di Francia, vennero scorticati vivi, quindi castrati e decapitati; i loro corpi vennero esposti in un gibetto. L'estrema severità della punizione fu dovuta alla natura del crimine che comprendeva la lesa maestà.
- Il gesuita polacco Sant'Andrea Bobola venne bruciato, semistrangolato, parzialmente scorticato vivo e infine ucciso con un colpo di sciabola da Cosacchi.

- Nel 991, durante un raid vichingo in Inghilterra, un guerriero danese fu scorticato vivo dai londinesi per aver saccheggiato una chiesa.
- Daskalogiannis, un Cretese ribelle contro l'Impero ottomano, sarebbe stato scorticato vivo.
- La Rawhide Valley, nel Wyoming, avrebbe preso il suo nome da un colono bianco che venne scorticato vivo per aver assassinato una donna nativa-americana.
- L'ultimo governatore veneziano di Cipro, Marcantonio Bragadin, prigioniero dei turchi fu scorticato vivo dopo la conquista di Famagosta.  La sua pelle venne poi riempita di paglia e ricucita.[10]
- Nel 1404 o 1417, il poeta mistico turcomanno Ḥurūfī ʿImād al-Dīn Nesīmī fu scuoiato vivo per eresia, apparentemente dietro ordine di un governatore timuride.
- Negli Stati Uniti, Nat Turner fu impiccato l'11 novembre 1831. Il suo corpo fu quindi scorticato, decapitato e squartato.
- Billy Lynch, un Marine statunitense, fu catturato dai giapponesi durante la seconda guerra mondiale e torturato scorticandone il corpo prima di ucciderlo tagliandolo a pezzi, e riempiendo con i suoi resti un barile che fu poi sigillato.[11]
- Secondo alcuni resoconti, nel 2000, truppe governative di Myanmar avrebbero scorticato tutti gli abitanti maschi di un villaggio Karenni. [senza fonte]